# Parlamentswahl in Indien 2019
Bei der Parlamentswahl in Indien 2019 wurde die Lok Sabha, das Unterhaus des indischen Parlaments, gewählt. Die Wahl fand zwischen dem 11. April 2019 und dem 19. Mai 2019 an insgesamt 7 Tagen statt. Die Auszählung der Stimmen erfolgte am 23. Mai 2019. Parallel zur Wahl fanden Wahlen zu den Bundesstaatsparlamenten von Andhra Pradesh, Arunachal Pradesh und Sikkim (jeweils am 11. April 2019) sowie Odisha (vom 11. bis zum 29. April 2019) statt.
Die Wahl wurde durch die Regierungspartei Bharatiya Janata Party (BJP) von Premierminister Narendra Modi und der von der BJP angeführten Parteienkoalition National Democratic Alliance (NDA) gewonnen. Die BJP gewann die absolute Mehrheit der Wahlkreise (303 von 543).

## Hintergrund und Vorgeschichte

### Die vorangegangene Wahl 2014

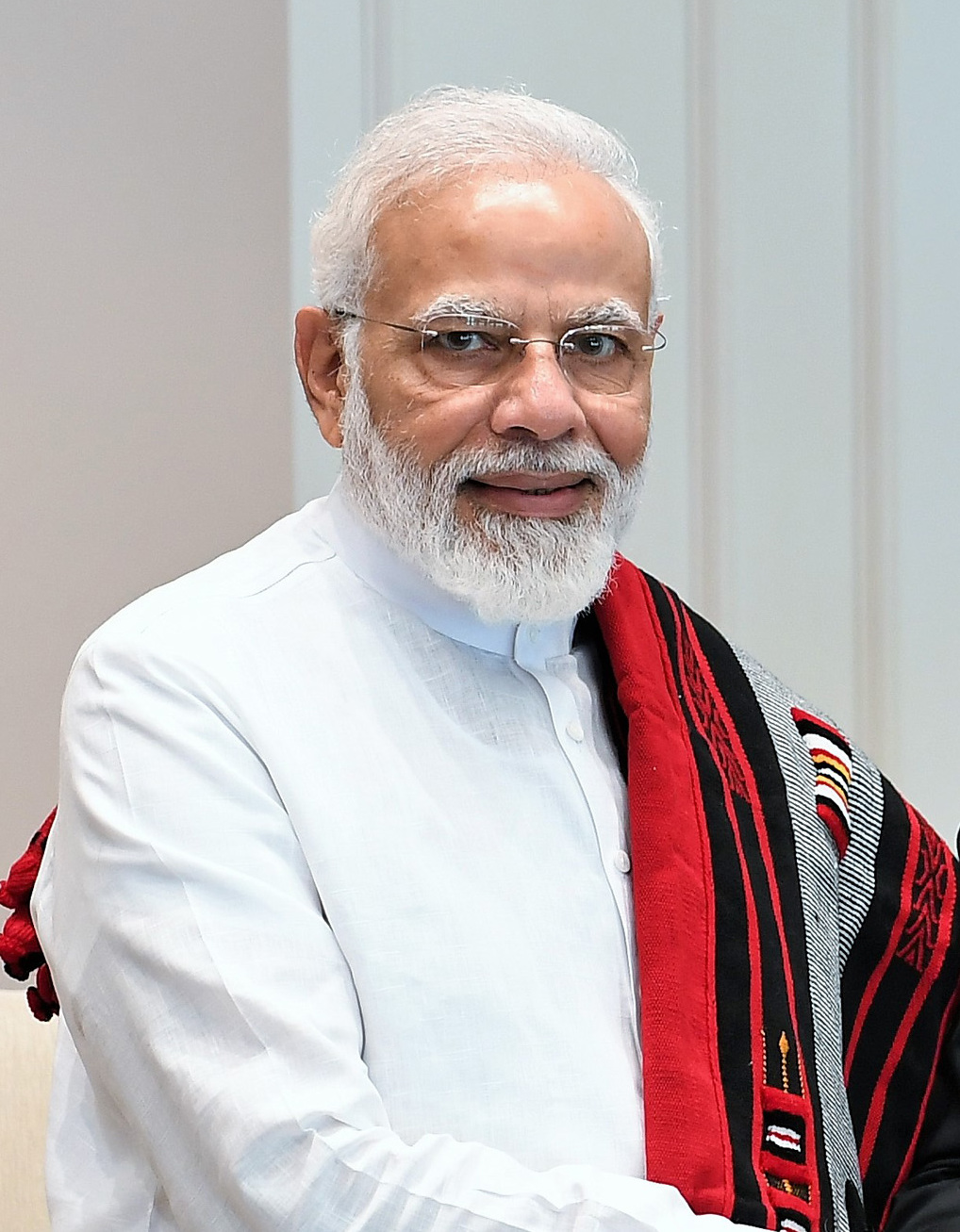
Narendra Modi (August 2019)

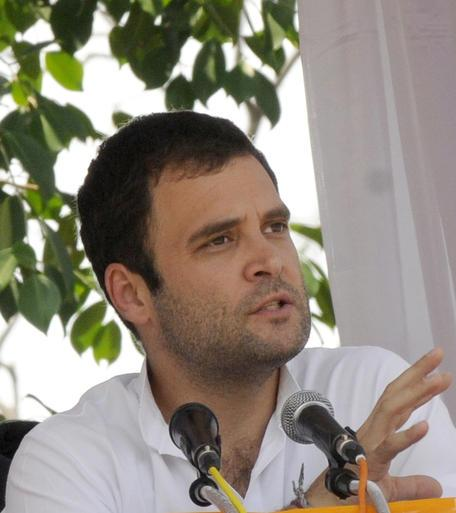
Rahul Gandhi (Kongresspartei)

Die vorangegangene Wahl der Lok Sabha 2014 war in mehrfacher Hinsicht außergewöhnlich. Zum einen war die Wahlbeteiligung mit 66,4 Prozent so hoch wie noch nie zuvor bei einer gesamtindischen Wahl, was für ein zunehmendes politisches Bewusstsein der Bevölkerung sprach. Zum zweiten gelang es seit langer Zeit erstmals wieder einer Partei die absolute Mehrheit in der Lok Sabha zu erringen. Die letzte Wahl, bei der dies der Fall gewesen war, war die Parlamentswahl 1984 gewesen. In den 25 Jahren zwischen 1989 und 2014 hatten Koalitionsregierungen regiert, die meist aus zahlreichen Parteien bestanden, die ihre jeweiligen Partikularinteressen durchzusetzen suchten. Dadurch war es zu einer gewissen Instabilität und Anfälligkeit der Regierungen gegenüber Interessengruppen gekommen. Zum dritten hatte 2014 zum ersten Mal die hindunationalistische Bharatiya Janata Party (BJP) die absolute Mehrheit der Mandate errungen. Hindunationalistische Gruppierungen hatte es seit der Unabhängigkeit in der indischen politischen Landschaft gegeben. Sie hatten aber lange Zeit keine größere politische Rolle gespielt. Ab den 1990er Jahren stieg die im Jahr 1980 gegründete BJP zu einer mächtigen Oppositionspartei gegenüber der zuvor dominierenden Kongresspartei (INC) auf. Von 1998 bis 2004 führte sie unter dem Premierminister Atal Bihari Vajpayee erstmals die Regierung. Damals war sie jedoch auf eine Vielzahl von Koalitionspartnern angewiesen und konnte ihre eigenen Ziele nicht ungehindert durchsetzen.
Von 2004 bis 2014 war eine Regierung der Kongresspartei unter Premierminister Manmohan Singh im Amt. Obwohl Singh einige bemerkenswerte Erfolge, vor allem auf dem Feld der Wirtschaftspolitik aufweisen konnte – über mehrere Jahre in Folge erzielte Indien Wachstumsraten von über 8 Prozent jährlich – wirkte die Regierung unter dem zuletzt über 80-jährigen Singh zum Ende der zweiten Legislaturperiode auf viele indische Wähler altmodisch und verbraucht. Dies machten sich die Partei- und Wahlkampfstrategen der oppositionellen BJP geschickt zunutze, indem sie den Spitzenkandidaten der BJP, den damaligen Chief Minister von Gujarat Narendra Modi als „dynamischen Modernisierer“ und Erneuerer inszenierten, der Indien in eine moderne Zukunft führen werde. Auch Modi hatte als Chief Minister einige Erfolge vorzuweisen. Unter seiner Regierung waren in Gujarat neue IT-Industrien entstanden und der Bundesstaat zählte zu den Bundesstaaten mit dem stärksten Wirtschaftswachstum. Modi war aber nicht unumstritten, vor allem aufgrund seiner passiven Haltung bei den Gewaltausbrüchen in Gujarat 2002, bei denen es bei Zusammenstößen zwischen Hindus und Muslimen mehr als 1000 Tote gegeben hatte. Das US-Außenministerium hatte ihn 2005 deswegen zur „unerwünschten Person“ erklärt und ein Einreisevisum verweigert.
Die damaligen Vorfälle spielten aber in der politischen Debatte vor der Wahl 2014 keine größere Rolle mehr und Modi und seiner BJP gelang ein überzeugender Wahlsieg. Die BJP erzielte mit 31,0 % der Wählerstimmen das beste landesweite Ergebnis ihrer Parteigeschichte. Noch viel mehr profitierte die BJP vom geltenden relativen Mehrheitswahlrecht („first past the post“). Mit 282 gewonnenen Wahlkreisen gewann sie die absolute Mehrheit der Mandate (51,9 %) in der Lok Sabha. Demgegenüber war das Abschneiden der Kongresspartei geradezu katastrophal. Sie erzielte ihr mit Abstand schlechtestes Ergebnis seit der Unabhängigkeit. Sie erhielt nur 19,3 % der Stimmen und – aufgrund dieses geringen Stimmenanteils benachteiligt durch das Wahlrecht – 9,3 % der Parlamentsmandate. Damit konnte die Kongresspartei nicht einmal das Amt des Oppositionsführers (Leader of the Opposition) für sich beanspruchen, da hierfür nach der Parlamentsordnung mindestens 10 Prozent der Mandate notwendig waren – eine Argumentation, die allerdings umstritten war. In der folgenden Legislaturperiode gab es daher keinen offiziellen Oppositionsführer in der Lok Sabha.
Für die Kongresspartei hatte sich auch das Fehlen einer klaren Führungspersönlichkeit im Wahlkampf negativ ausgewirkt. Der bisherige Premierminister Singh kandidierte aus Altersgründen nicht erneut, aber es hatte sich kein Ersatzkandidat gefunden. Eine Kandidatur von Rahul Gandhi aus der in der Kongresspartei einflussreichen Nehru-Gandhi-Familie hätte nahegelegen und wurde von vielen erwartet. Jedoch konnte sich Rahul Gandhi dazu nicht entschließen oder war eventuell durch seine Familie und politischen Berater angesichts der zu befürchtenden Wahlniederlage davon abgehalten worden. Daher war die Kongresspartei 2014 gewissermaßen führerlos ins Rennen gegangen und gab im Wahlkampf gegenüber der BJP, die den allgegenwärtigen Modi überall präsentierte, kein besonders wirkungsvolles Bild ab.

### Kabinettsbildung 2014
Nach dem Wahlsieg 2014 bildete Modi als neuer Premierminister ein neues Kabinett unter Beteiligung verschiedener verbündeter Parteien, obwohl er aufgrund der erreichten absoluten Mehrheit nicht auf Koalitionspartner angewiesen war. Eine Reihe verbündeter Parteien aus der BJP-geführten NDA-Parteienallianz wurden mit Regierungsposten bedacht. Im Verlauf der Legislaturperiode schieden zwei Parteien wieder aus der Regierung aus, zum einen die Telugu Desam Party (TDP) im März 2018 und zum anderen die Rashtriya Lok Samta Party (RLSP) im Dezember 2018.

### Wahlen zu den Parlamenten der Bundesstaaten 2014 bis 2018
Wie in den meisten föderalen Staaten der Welt finden auch in Indien während der Legislaturperiode des nationalen Parlaments Wahlen zu den Parlamenten der Bundesstaaten statt. Diese Wahlen werden bzw. wurden als wichtige Stimmungstests für die Zentralregierung gesehen. Sie waren zum Teil aber auch durch lokale Gegebenheiten bestimmt. Einige Bundesstaaten (Tamil Nadu, Odisha, Westbengalen, u. a. m.) waren auch fest in der Hand von Regionalparteien, und in ihnen hatten die großen nationalen Parteien BJP und Kongress zum Zeitpunkt der Wahl kaum eine Chance.
Nach der Wahl gelang es der BJP, die Aufbruchstimmung, die das Land erfasst hatte, weiter auszunutzen, so dass die „Modi-Welle“ („Modi wave“) noch eine Weile weiter über das Land zu rollen schien und der BJP einige Wahlsiege in verschiedenen Bundesstaaten bescherte. Dazu zählte 2014 insbesondere der Wahlsieg im großen Bundesstaat Maharashtra und die Wahlsiege in den mittleren Bundesstaaten Haryana und Jharkhand. Erstaunlich war auch das gute Abschneiden der BJP im überwiegend muslimischen Jammu und Kashmir 2014. Die wichtige Wahl im bevölkerungsreichen Bihar (mehr als 100 Mio. Einwohner) 2015 ging allerdings an eine grand alliance unter Beteiligung der Kongresspartei verloren (diese Koalition zerfiel jedoch 2017 und die BJP erhielt dann doch eine Regierungsbeteiligung). Im Jahr 2016 gewann die BJP die Wahlen in Assam, wo sie zuvor nur geringe Bedeutung gehabt hatte. Die sehr wichtige Wahl im bevölkerungsreichsten Bundesstaat Uttar Pradesh 2017 (mehr als 200 Millionen Einwohner) wurde triumphal von der BJP gewonnen und anschließend wurde mit Yogi Adityanath ein ausgesprochener Vertreter des Hindu-nationalistischen konservativen Parteiflügels Chief Minister. Im selben Jahr war die BJP außerdem in Uttarakhand, Himachal Pradesh, Gujarat, Manipur und Goa erfolgreich, während sie die Wahl im Punjab verlor.
Das Jahr 2018 brachte dagegen eine Serie schwerer Wahlniederlagen. Zwar gewann die BJP den Kleinstaat Tripura, jedoch gingen die Wahlen in den großen Flächenstaaten Karnataka, Madhya Pradesh und Rajasthan sowie in dem mittelgroßen Chhattisgarh alle für die BJP verloren. Bedeutsam war dabei vor allem, dass es sich bei den letztgenannten drei um ausgesprochene Hochburgen der BJP handelte, in denen diese bei der landesweiten Wahl 2014 über 90 % der Wahlkreise gewonnen hatte.

### Die Präsidentschaftswahl 2017
In der Mitte der Legislaturperiode fand am 17. Juli 2017 die Wahl des Staatspräsidenten statt. Der indische Staatspräsident wird durch ein Wahlkollegium, das sich aus den Abgeordneten der Lok Sabha und denen der Bundesstaatsparlamente zusammensetzt, gewählt (ähnlich wie die Bundesversammlung in Deutschland). Der indische Präsident hat – auch hierin vergleichbar zu den Bundespräsidenten in Deutschland und Österreich – weitgehend nur repräsentative Befugnisse. Er ist jedoch das Staatsoberhaupt, ernennt die Gouverneure (Vertreter der Zentralgewalt) der Bundesstaaten, die Richter am Obersten Gericht und an den Bundesgerichten. Er kann außerdem bis zu 12 Abgeordnete der Rajya Sabha, sowie 2 Abgeordnete der Lok Sabha (Anglo-Inder) ernennen. Im Wahlkollegium stellte die BJP zum Wahlzeitpunkt nahezu die Hälfte der Abgeordneten. Bei der Wahl stimmten die meisten Abgeordneten der anderen Parteien für den BJP-Kandidaten Ram Nath Kovind, der mit großer Mehrheit gewählt wurde. Die Kandidatin der Kongresspartei Meira Kumar blieb demgegenüber chancenlos.

### Wirtschaftspolitik der Modi-Regierung

Wirtschaftswachstum Indiens Q2 2013 bis Q3 2018

Die Regierung war besonders mit dem Versprechen der wirtschaftlichen Modernisierung Indiens und der Ankurbelung des Wirtschaftswachstums angetreten.
Das Wirtschaftswachstum seit 2014 war beachtlich und betrug in der Periode 2014 bis 2018 durchschnittlich 7,35 Prozent jährlich. Nach den Erwartungen der Weltbank aus dem Januar 2019 sollte Indien im Fiskaljahr 2019 mit 7,3 Prozent Wirtschaftswachstum China mit 6,3 Prozent deutlich übertreffen und damit die am schnellsten wachsende große Volkswirtschaft der Welt sein. Für das Jahr 2019 erwarteten Wirtschaftsexperten, dass Indien sowohl das Vereinigte Königreich, als auch Frankreich in puncto Bruttoinlandsprodukt überholen und damit zur fünftgrößten Volkswirtschaft der Welt aufsteigen werde.
Allerdings wurde seitens der Opposition bestritten, dass dies wesentlich auf die Wirtschaftspolitik der Regierung Modi zurückzuführen war, bzw. die Wachstumszahlen wurden relativiert. Beispielsweise, so die Opposition, zeigten neue revidierte Daten, dass das Wirtschaftswachstum in den acht vorangegangenen Jahren Kongress-geführter UPA-Regierung höher gewesen sei, als in den bisherigen vier Jahren Modi-Regierung (8,87 % 2004–2009 und 7,39 % 2009–2014).
Die Regierung Modi bemühte sich, die wirtschaftliche Entwicklung Indiens mit mehreren großen Programmen und Gesetzen voranzutreiben. Das im Jahr 2014 aufgelegte Pradhan Mantri Jan Dhan Yojana-Programm verfolgte das Ziel, große Teile der Bevölkerung an die Nutzung bargeldloser Geldtransfers zu gewöhnen. Mit dem 2016 in Kraft getretenen Insolvenzgesetzbuch (Insolvency and Bankruptcy Code), und dem am 10. August 2018 vom Parlament verabschiedeten Arbitration and Conciliation (Amendment) Act wurde eine Vereinheitlichung und Modernisierung des Wirtschaftsrechts angestrebt. Mit der Einführung einer einheitlichen Mehrwertsteuer (Goods and Services Tax) am 1. Juli 2017 vollzog Indien eine grundlegende Reform und Vereinheitlichung seines Umsatzsteuersystems.
Für erhebliche Turbulenzen sorgte die Demonetisierung am 8. November 2016, mit der schlagartig etwa 86 Prozent der gesamten im Umlauf befindlichen Geldmenge für ungültig erklärt wurden, so dass deren Besitzer zum Umtausch in neue Banknoten gezwungen waren. Die Maßnahme kostete mehrere Millionen Arbeitsplätze und verlangsamte das Wirtschaftswachstum. Inwieweit die damit verbundenen Ziele (Demaskierung des Schwarzgeldes und der Schattenwirtschaft, Reduzierung der Bargeldwirtschaft zugunsten einer bargeldlosen Ökonomie) erreicht wurden und die Belastungen der Wirtschaft rechtfertigten, blieb unter Experten umstritten.
Ende Januar 2019, wenige Monate vor der Wahl, wurden die aktuellen Arbeitslosenzahlen für den Zeitraum Juli 2017 bis Juni 2018 bekannt. Die Arbeitslosenquote in diesem Zeitraum betrug 6,1 Prozent und lag damit auf dem höchsten Stand seit 1972–73, d. h. seit 45 Jahren. Die Zahlen hätten eigentlich schon im Dezember 2018 veröffentlicht werden sollen, aber die Regierung hatte nach verschiedenen Presseberichten anscheinend versucht, die Veröffentlichung des brisanten Berichts kurz vor der Wahl zu verhindern.

### Krise in Jammu und Kashmir
In den Jahren vor 2014 hatte sich die innenpolitische Lage im Bundesstaat Jammu und Kashmir beruhigt und die Zahl der bei gewalttätigen Auseinandersetzungen Getöteten hatte stark abgenommen. Bei der Wahl zum Parlament des Regionalparlaments 2014 erhielt die BJP bemerkenswerte 29 Prozent der Stimmen, was nahelegte, dass auch viele muslimische Wähler für die Partei Modis gestimmt hatten. Nach der Wahl bildete sich zum Erstaunen vieler eine Koalitionsregierung aus der hindunationalistischen BJP und der gemäßigt muslimischen JKPDP. Diese neue Regierung konnte jedoch der zunehmenden eskalierenden Gewalt auf den Straßen Jammus und Kashmirs nicht Herr werden und wurde im Juni 2018 durch eine Direktregierung des Gouverneurs (governor’s rule) abgelöst. Dieser Zustand dauerte bis zur Wahl an. Ursache für die Gewalt waren zum einen die bekannten, größtenteils von Pakistan aus finanzierten und teilweise operierenden islamischen oder islamistischen Gruppen, die Terroranschläge gegen indische Einrichtungen oder Vertreter des indischen Staates verüben. Zum anderen waren es aber zunehmend auch radikalisierte Jugendliche, die sich Auseinandersetzungen mit der Polizei lieferten. Für Besorgnis im In- und Ausland sorgte auch der Verschuss von Mikro-Pellets durch die Polizei, der häufig zu schweren Augenverletzungen bis zur Erblindung führte.
Am 14. Februar 2019 kam es zum schwersten Anschlag auf die indischen Sicherheitskräfte seit Beginn der Unruhen im Jahr 1989, als ein vollbesetzter Polizeibus nahe dem Ort Awantipora (Distrikt Pulwama) durch ein mit Sprengstoff beladenes Fahrzeug gerammt wurde. Mindestens 44 indische Reservepolizisten starben. Zum Anschlag bekannte sich die von Pakistan aus operierende islamistische Gruppierung Jaish-e Mohammed. Premierminister Modi und führende Politiker Jammu und Kashmirs verurteilten den Anschlag in scharfen Worten. Innenminister Arun Jaitley erklärte, dass Indien alle Schritte unternehmen werde, um Pakistan vollständig diplomatisch zu isolieren. Nachdem indische Kampfflugzeuge mutmaßliche Positionen der Jaish-e Mohammed-Terroristen auf pakistanischem Boden bombardierten und im Gegenzug pakistanische Kampfflugzeuge symbolische Angriffe auf indisches Territorium flogen und jeweils Kampfflugzeuge abgeschossen wurden, drohte der Konflikt zu eskalieren.

### Änderung des Staatsbürgerschaftsgesetz und der indische Nordosten
Um dem Problem der millionenfachen illegalen Migranten oder Flüchtlingen aus den Nachbarstaaten Indiens, die zum Teil schon jahre- und jahrzehntelang in Indien leben, zu begegnen, brachte die Regierung im Jahr 2016 eine Gesetzesvorlage zur Änderung des Staatsbürgerschaftsgesetzes (Citizenship (Amendment) Bill 2016) ins Parlament ein. Die Gesetzesvorlage sah eine Erleichterung der Einbürgerung von Migranten oder Flüchtlingen aus drei Nachbarstaaten Indiens (Pakistan, Bangladesch, Afghanistan) vor. Die Erleichterungen waren Hindus, Jains, Christen, Sikhs, Buddhisten und Parsen vorbehalten. Muslime waren davon ausgeschlossen. Die Regierung argumentierte, dass es in den genannten Staaten praktisch keine religiös verfolgten Muslime gäbe und diese daher in Indien nicht als Flüchtlinge gelten könnten. Am 8. Januar 2019 verabschiedete die Lok Sabha das Gesetz mit den Stimmen der Regierungsparteien.
Vom Problem der illegalen Migranten ist vor allem Nordostindien betroffen, wo seit der Unabhängigkeit Indiens Millionen von Migranten aus Bangladesch über die damalige grüne Grenze nach Indien illegal eingewandert sind und die demografische Struktur Assams und seiner Nachbar-Bundesstaaten erheblich verändert haben. In den 1980er Jahren kam es zur nationalistisch-fremdenfeindlichen Assam-Bewegung, die sich erst wieder legte, als die indische Regierung unter Rajiv Gandhi im sogenannten Assam-Abkommen 1985 die Deportation aller nach 1971 zugewanderten Personen zusagte. Dies ist bis heute nicht in größerem Maße umgesetzt worden und das Thema ist Quelle häufiger Auseinandersetzungen in Nordostindien. Nachdem die Lok Sabha das umstrittene Gesetz verabschiedet hatte, kam es zu gewalttätigen Protesten in Assam. Den einen ging das Gesetz zu weit und sie forderten die Deportation aller illegal Eingewanderten. Auf der anderen Seite protestierten Muslime gegen die Ausklammerung muslimischer Migranten aus dem Staatsbürgerschaftsgesetz.
Letztlich trat die umstrittenen Citizenship (Amendment) Bill nicht in Kraft, da die Rajya Sabha, das Oberhaus des indischen Parlaments, nicht mehr darüber abstimmte, bevor sie ihre Sitzungen am 13. Februar 2019 bis nach der Wahl vertagte. Damit war auch die bereits erfolgte Zustimmung der Lok Sabha hinfällig und die neu gewählte Lok Sabha muss sich erneut mit dem Gesetzesentwurf befassen.

## Wahlumfragen
Bei vorangegangenen nationalen Wahlen spielten Wahlumfragen noch keine wesentliche Rolle. Exakte Voraussagen sind, wie in allen Ländern mit relativem Mehrheitswahlrecht, auch schwieriger zu machen, als in Ländern mit Verhältniswahlrecht, weil schon kleine Änderungen im Stimmverhalten große Folgen für die Sitzzusammensetzung im Parlament haben können. Im Folgenden ist eine Auswahl von (nicht notwendigerweise repräsentativen) Meinungsumfragen seit 2015 wiedergegeben. In der allgemeinen Tendenz lag die NDA-Koalition fast durchgehend in Führung, aber der Abstand zur oppositionellen UPA-Koalition verminderte sich im Laufe der Zeit deutlich.
| Datum     | Umfrageagentur      | NDA     | UPA     | Andere  | in Führung | Mehrheit |
| --------- | ------------------- | ------- | ------- | ------- | ---------- | -------- |
| März 2019 | News Nation         | 273     | 133     | 137     | 94         | 1        |
| Feb 2019  | VDP Associates      | 242     | 148     | 153     | 94         | keine    |
| Jan 2019  | Times Now-VMR       | 252     | 147     | 144     | 105        | keine    |
| Jan 2019  | Deccan Herald       | 160-175 | 180-200 | 160-180 | 5-40       | keine    |
| Jan 2019  | ABP News -Cvoter    | 233     | 167     | 143     | 66         | keine    |
| Jan 2019  | India Today -Karvy  | 237     | 166     | 140     | 67         | keine    |
| Jan 2019  | VDP Associates      | 225     | 167     | 150     | 58         | keine    |
| Dez 2018  | India Today         | 257     | 146     | 140     | 111        | keine    |
| Dez 2018  | ABP News – C Voter  | 247     | 171     | 125     | 76         | keine    |
| Nov 2018  | ABP News – C Voter  | 261     | 119     | 163     | 142        | keine    |
| Okt 2018  | ABP News            | 276     | 112     | 155     | 164        | 4        |
| Aug 2018  | India Today – Karvy | 281     | 122     | 140     | 159        | 9        |
| Mai 2018  | ABP News-CSDS       | 274     | 164     | 105     | 110        | 2        |
| Jan 2018  | India Today         | 309     | 102     | 132     | 207        | 37       |
| Aug 2017  | India Today         | 349     | 75      | 119     | 276        | 77       |
| Jan 2017  | India Today         | 370     | 60      | 123     | 310        | 98       |
| Aug 2016  | India Today         | 304     | 94      | 145     | 210        | 32       |
| Feb 2016  | India Today         | 286     | 110     | 147     | 176        | 14       |
| Aug 2015  | India Today         | 288     | 81      | 174     | 207        | 16       |

1. ↑  Abstand von NDA zu UPA

## Entwicklungen kurz vor der Wahl, Wahlkampf

### Themen
Während der Vorsprung der BJP-geführten Regierungskoalition in der Mitte der Legislaturperiode nach den Umfragen und den Wahlergebnissen bei Regionalwahlen zu urteilen scheinbar uneinholbar groß schien und manche Kommentatoren schon das baldige vollständige Ende der oppositionellen Kongresspartei vorhersagten, verlor die Regierungskoalition zum Ende der Legislaturperiode hin zunehmend an Boden. Symptomatisch hierfür waren die schweren Wahlniederlagen der BJP in den Bundesstaaten im Jahr 2018. Außerdem bekam das Image Narendra Modis als Wirtschafts-Modernisierer einige Kratzer, nachdem die ausgesprochen schlechten Arbeitslosendaten für das Fiskaljahr 2017/2018 bekannt wurden und die Zweifel über den Nutzen der radikalen Demonetisierung im Jahr 2016 anhielten.
In einer Rede vor der Lok Sabha am 7. Februar 2019 griff Modi die Opposition an. Er sei bedrückt, dass die Opposition nicht zur Kenntnis nehmen wolle, welche Fortschritte Indien in den letzten Jahren auf den verschiedensten Gebieten gemacht habe. Seine Regierung habe in 55 Monaten mehr umgesetzt als die Kongresspartei in 55 Jahren Herrschaft.
Ein Wahlkampfthema war die Korruption, die ein großes Problem in der Gesellschaft und Politik Indiens darstellt. In Zusammenhang mit dem Rafale-Rüstungsgeschäft, das den Kauf von 36 Kampfflugzeugen des Typs Dassault Rafale durch Indien für 7,8 Milliarden € vorsah, warf Kongress-Präsident Rahul Gandhi dem Premierminister Korruption vor. Die Chief Ministerin von Westbengalen und Parteivorsitzende des Trinamool Congress, Mamata Banerjee, nannte in diesem Zusammenhang Modi einen „Meister der Korruption“.
Aufmerksamkeit erregte die Wahl von Priyanka Vadra, der Schwester von Rahul Gandhi, zur Kongresspartei-Präsidentin für Ost-Uttar Pradesh im Februar 2019. Es gab einige Spekulationen, dass Vadra (die in der Presse meist mit ihrem Geburtsnamen Gandhi bezeichnet wird) eine führende Rolle im Wahlkampf der Kongresspartei spielen könne. Andere hielten einen wesentlichen Einfluss auf den Wahlausgang für unwahrscheinlich.

### Allianzen und Wahlkreisabsprachen

Wahlkampfkonstellationen und Koalitionen in den Bundesstaaten und Unionsterritorien (Stand Januar 2019)

Vor der Wahl formierten sich die bekannten Parteien-Allianzen der BJP-geführten National Democratic Alliance und der Kongress-geführten United Progressive Alliance (UPA). Die Bemühungen zur Bildung einer indienweiten großen Koalition
aller großen Oppositionsparteien gegen die regierende BJP waren nicht erfolgreich. Die Differenzen und Rivalitäten zwischen einzelnen Parteien – insbesondere der Kongresspartei und bestimmten Regionalparteien – erwiesen sich als zu groß. Allerdings kam es in vielen Bundesstaaten, die nicht vollständig von den beiden Parteien BJP und Kongresspartei dominiert wurden, zur Bildung von Parteienallianzen (Gathbandhan, Hindi गठबंधन) mit Abschluss von Wahlabsprachen in Bezug auf die gegenseitige Unterstützung von Kandidaten in Wahlkreisen.
In Tamil Nadu schloss die BJP am 16./19. Februar 2019 mit den tamilischen Regionalparteien AIADMK und der PMK eine Vereinbarung (25 Wahlkreise für AIADMK, 5 für die BJP, 7 PMK). Im Gegenzug verbündete sich die Kongresspartei dort mit der tamilischen „Konkurrenzpartei“ DMK (9 Wahlkreise für den Kongress, 30 für DMK).
In Uttar Pradesh trafen Samajwadi Party (SP) und Bahujan Samaj Party (BSP) am 21. Februar 2019 eine gegenseitige Absprache, nach der die erstere in 37 und die zweite in 38 der 80 Wahlkreise Uttar Pradeshs Kandidaten aufstellen wollte. Am 6. März 2019 schloss sich auch die kleine Rashtriya Lok Dal (RLD) dieser Allianz an und erhielt 3 Wahlkreise in Uttar Pradesh zugestanden. Mit der Kongresspartei wurde jedoch ein gentleman’s agreement abgeschlossen, nach dem SP und BSP keine Kandidaten in den Wahlkreisen 36-Rae Bareli und 37-Amethi, in denen Sonia Gandhi und Rahul Gandhi kandidierten, aufstellen wollten. Im Gegenzug erklärte die Kongresspartei, keine Kandidaten in den Wahlkreisen der Yadav-Familie (die die Samajwadi Party dominiert) und Mayawatis (der Vorsitzenden der BSP, im Falle von deren Kandidatur) zu nominieren.
Am 25. Februar 2019 dehnten SP und BSP ihre Allianz auf die Bundesstaaten Madhya Pradesh und Uttarakhand aus. Nach dieser Absprache entfielen drei Wahlkreise von 29 in Madhya Pradesh und einer von fünf in Uttarakhand für die SP und alle übrigen für die BSP. In beiden Bundesstaaten spielen SP und BSP allerdings keine größere Rolle.
Die Anti-Korruptionspartei Aam Aadmi Party (AAP) lehnte anfangs Angebote einer Absprache mit der Kongresspartei ab und erklärte, in allen Wahlkreisen von Delhi, Haryana und Punjab eigene Kandidaten aufstellen zu wollen. In Delhi kam es dennoch zu Gesprächen über die Bildung einer Allianz zwischen Kongress und AAP, die aber nach langwierigem politischen Hin und Her scheiterten.
In Bihar traten die dortigen Regierungsparteien BJP, JD(U) und LJP bzw. Oppositionsparteien – im Wesentlichen Kongress, RJD und RLSP – gegeneinander an.
In Karnataka standen sich die lokalen Regierungsparteien Kongress und JD(S) und die oppositionelle BJP gegenüber.
In Kerala gab es formell drei politische Fronten: die hier regierende Linksfront unter Führung der Kommunisten (CPI(M)), die Kongress-geführte United Democratic Front (UDF) mit der indischen Muslimliga und verschiedenen Gruppierungen des Kerala Congress und drittens der BJP. Letzterer wurden allerdings kaum Chancen eingeräumt.
In Telangana stand sich die Regierungspartei TRS einer Koalition von Kongress und TDP einerseits und der BJP andererseits gegenüber. TRS überließ dabei den Wahlkreis Hyderabad ihrer Verbündeten AIMIM. Die BJP galt hier als relativ chancenlos.

## Wahltermin und Wahlmodus

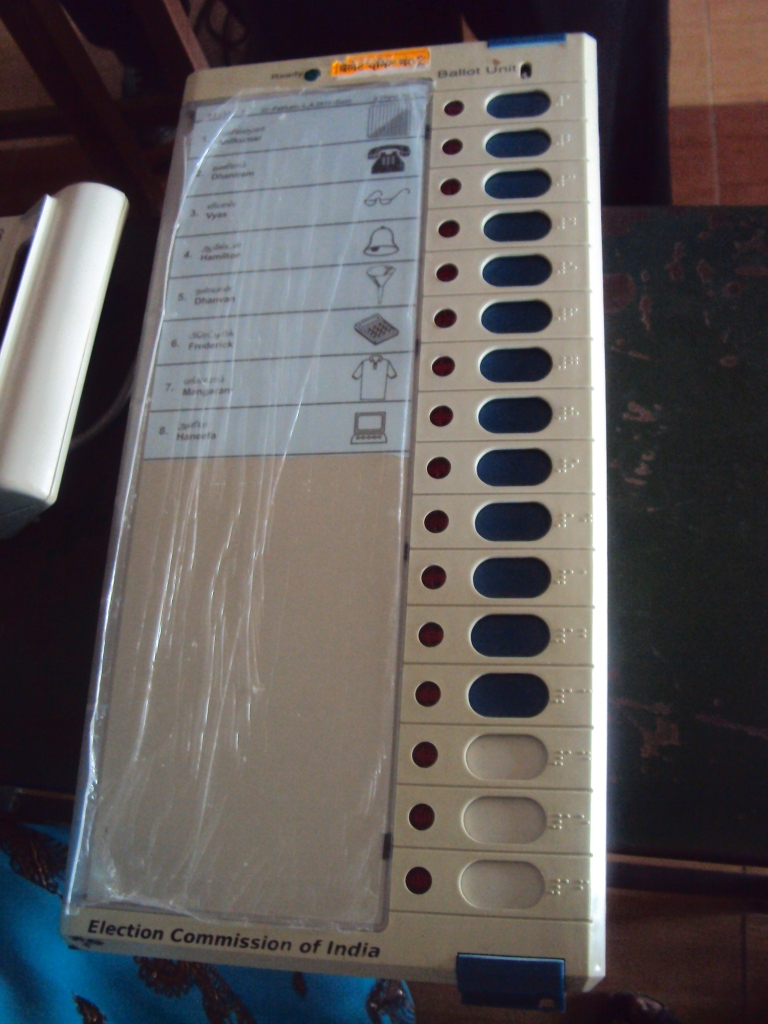
Wahlgerät in Indien (noch ohne die Kandidatennamen und Parteisymbole)

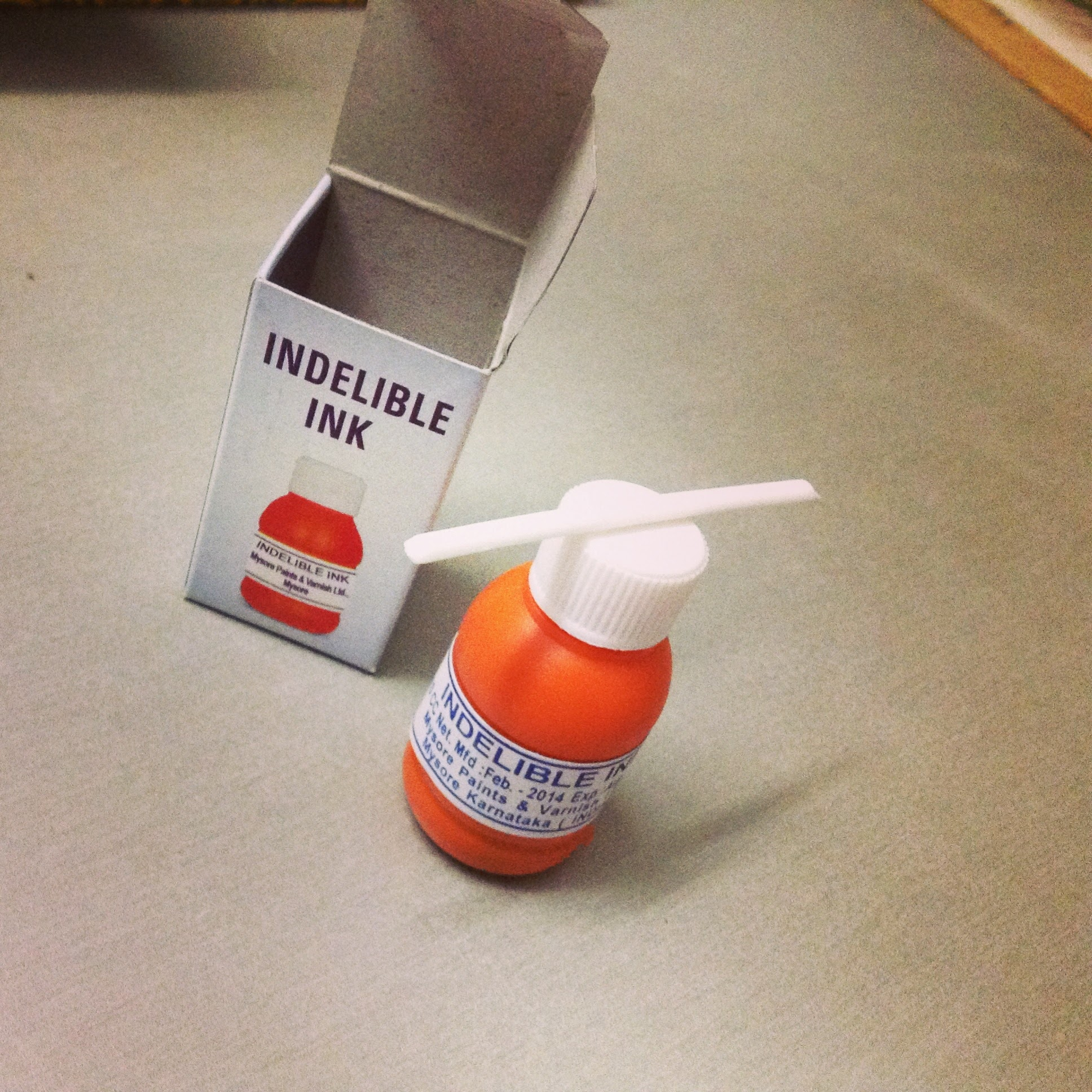
Nicht abwaschbare Tinte, wie sie bei Wahlen verwendet wird

Die Legislatur der 2014 gewählten Lok Sabha endete am 3. Juni 2019 – genau 5 Jahre nach der ersten Zusammenkunft. Bis dahin musste ein neues Parlament gewählt sein. Gewählt wurde nach relativem Mehrheitswahlrecht in 543 Wahlkreisen. Nach der Wahl wird ein Finger des Wählers mit zentral bereitgestellter, nicht abwaschbarer Tinte (Wahltinte) gekennzeichnet. Die Wahl fand, wie auch schon die vorangegangenen nationalen Wahlen 2009 und 2014 (in einer Pilotphase auch schon 2004), gewissermaßen papierlos mit elektronischen Wahlgeräten, die jeweils maximal 2000 Stimmen registrieren können, statt. Für die immer noch zahlreichen analphabetischen Wähler ist neben dem Kandidatennnamen auch sein Symbol abgebildet. Die Vorteile der Wahlgeräte liegen darin, dass sie ungültige Stimmabgaben praktisch eliminieren, dass die Stimmenauszählung erheblich beschleunigt wird und dass sie eine enorme Kostenersparnis bieten. Eine 2017 veröffentlichte Studie der Brookings Institution kam zu dem Ergebnis, dass der Einsatz von Wahlgeräten bei indischen Wahlen die Fälle von Wahlbetrug signifikant reduziert und die Wahlteilnahme unterprivilegierter Bevölkerungsschichten erleichtert habe.
Angesichts der Berichte über die mögliche Beeinflussung der US-amerikanischen Präsidentschaftswahl 2016 durch Cyberkriminalität kamen erneut auch Bedenken über die Sicherheit der Wahlgeräte auf. Es gab einzelne Berichte darüber, dass die Geräte durch spezielle elektronische Gerätschaften von außen zu beeinflussen seien. Von den meisten IT-Experten wurde das jedoch für unwahrscheinlich gehalten. Eine parallele Beeinflussung der über eine Million Wahlgeräte würde einen enormen technischen Aufwand erfordern, der wohl kaum unbemerkt bleiben könnte.

Wahltermine (mit Zahl der Wahlkreise, in denen gewählt wird, zu den einzelnen Wahlkreisen siehe die Liste der Wahlkreise in Indien)

Am 10. März 2019 gab die indische Wahlkommission die Termine bekannt. Die Wahl wurde auf insgesamt 7 Tage aufgeteilt. Pro Wahlkreis gab es nur einen Wahltag. Ausnahme blieb der unruhige Wahlkreis 3-Anantnag von Kashmir: der Zeitplan der Wahl wurde auf drei Termine verteilt (Distrikt Anantnag 23. April, Distrikt Kulgam 29. April und Distrikte Shopian sowie Pulwama 6. Mai). Mit 38 Tagen war die Wahl die längste jemals in Indien.
Traditionell finden gesamtindische Wahlen immer verteilt auf mehrere Tage statt. Grund hierfür ist, dass für die Überwachung extra Polizeikräfte bereitgestellt werden, die nicht aus der örtlichen, sondern aus der Bundespolizei rekrutiert werden, um parteiisches Verhalten zu verhindern. Da nur begrenzt Bundespolizisten hierfür vom Dienst freigestellt werden können, werden sie sukzessive in verschiedenen Landesteilen eingesetzt.
| Phase   | Datum     | Zahl der Wahlkreise | Zahl der Bundesstaaten | Bundesstaaten und Unionsterritorien (Zahl der Wahlkreise, in denen gewählt wurde) |
| ------- | --------- | ------------------- | ---------------------- | --- |
| Phase 1 | 11. April | 091                 | 20                     | Andhra Pradesh (25), Arunachal Pradesh (2), Assam (5), Bihar (4), Chhattisgarh (1), Jammu und Kashmir (2), Maharashtra (7), Manipur (1), Meghalaya (2), Mizoram (1), Nagaland (1), Odisha (4), Sikkim (1), Telangana (17), Tripura (1), Uttar Pradesh (10), Uttarakhand (5), Westbengalen (2), Andamanen und Nikobaren (1), Lakshadweep (1) |
| Phase 2 | 18. April | 095                 | 13                     | Assam (5), Bihar (5), Chhattisgarh (3), Jammu und Kashmir (2), Karnataka (14), Maharashtra (10), Manipur (1), Odisha (5), Tamil Nadu (38), Uttar Pradesh (8), Westbengalen (3), Puducherry (1) |
| Phase 3 | 23. April | 116                 | 14                     | Assam (4), Bihar (5), Chhattisgarh (7), Gujarat (26), Goa (2), Jammu und Kashmir (1), Karnataka (14), Kerala (20), Maharashtra (14), Odisha (6), Tripura (1), Uttar Pradesh (10), Westbengalen (5), Dadra und Nagar Haveli (1), Daman und Diu (1)                                                                                           |
| Phase 4 | 29. April | 071                 | 09                     | Bihar (5), Jammu und Kashmir (1), Jharkhand (3), Madhya Pradesh (6), Maharashtra (17), Odisha (6), Rajasthan (13), Uttar Pradesh (13), Westbengalen (8) |
| Phase 5 | 6. Mai    | 051                 | 07                     | Bihar (5), Jammu und Kashmir (2), Jharkhand (4), Madhya Pradesh (7), Rajasthan (12), Uttar Pradesh (14), Westbengalen (7) |
| Phase 6 | 12. Mai   | 059                 | 07                     | Bihar (8), Haryana (10), Jharkhand (4), Madhya Pradesh (8), Uttar Pradesh (14), Westbengalen (8), Delhi (7) |
| Phase 7 | 19. Mai   | 059                 | 08                     | Bihar (8), Jharkhand (3), Madhya Pradesh (8), Punjab (13), Westbengalen (9), Chandigarh (1), Uttar Pradesh (13), Himachal Pradesh (4) |

1. ↑  Die Wahl im Wahlkreis 8-Vellore wurde durch die Wahlkommission verschoben, so dass am 18. April nur in 38 der 39 Wahlkreise von Tamil Nadu gewählt wurde
2. 1 2 3  Die Wahl im Wahlkreis 2-Tripura East wurde wegen Unruhen durch die Wahlkommission vom 18. April auf den 23. April verschoben

## Wahlbeteiligung
Am 4. Juni 2019 veröffentlichte die indische Wahlkommission die endgültigen Daten zur Wahlbeteiligung in den Bundesstaaten und Unionsterritorien. Die durchschnittliche Wahlbeteiligung betrug 67,47 % und lag damit höher als bei allen vorangegangenen Wahlen zur Lok Sabha. Besonders hoch (>80 %) war sie im indischen Nordosten (mit Ausnahme von Mizoram), in Westbengalen und in Andhra Pradesh, und besonders niedrig (<60 %) in Jammu und Kashmir, Bihar und Uttar Pradesh.

Wahlbeteiligung nach Bundesstaaten und Unionsterritorien

| Nr     | Bundesstaat/ Unionsterritorium | Wahl- berechtigte | Service- Stimmen | elektronische Wahlgeräte | Briefwahl | Wahl- beteiligung |
| ------ | ------------------------------ | ----------------- | ---------------- | ------------------------ | --------- | ----------------- |
| 1      | Andamanen und Nikobaren        | 317.878           | 593              | 207.080                  | 318       | 65,12             |
| 2      | Andhra Pradesh                 | 39.345.717        | 60.250           | 31.386.624               | 287.902   | 80,38             |
| 3      | Arunachal Pradesh              | 798.249           | 5.314            | 626.977                  | 32.789    | 82,11             |
| 4      | Assam                          | 21.991.112        | 58.947           | 17.932.885               | 59.868    | 81,60             |
| 5      | Bihar                          | 71.063.620        | 152.670          | 40.667.344               | 163.109   | 57,33             |
| 6      | Chandigarh                     | 646.084           | 645              | 456.207                  | 430       | 70,61             |
| 7      | Chhattisgarh                   | 18.999.239        | 17.223           | 13.582.366               | 40.259    | 71,64             |
| 8      | Dadra und Nagar Haveli         | 250.021           | 8                | 198.925                  | 59        | 79,58             |
| 9      | Daman und Diu                  | 121.729           | 11               | 87.441                   | 32        | 71,85             |
| 10     | Goa                            | 1.135.811         | 302              | 851.251                  | 2.473     | 75,14             |
| 11     | Gujarat                        | 45.125.680        | 26.693           | 28.931.509               | 196.855   | 64,51             |
| 12     | Haryana                        | 17.951.151        | 105.859          | 12.627.847               | 73.182    | 70,34             |
| 13     | Himachal Pradesh               | 5.262.126         | 68.028           | 3.801.766                | 58.174    | 72,42             |
| 14     | Jammu und Kashmir              | 7.844.887         | 77.651           | 3.509.007                | 53.737    | 44,97             |
| 15     | Jharkhand                      | 22.364.480        | 40.376           | 14.923.414               | 43.367    | 66,80             |
| 16     | Karnataka                      | 51.051.432        | 43.098           | 35.053.660               | 105.788   | 68,81             |
| 17     | Kerala                         | 26.151.534        | 53.302           | 20.311.641               | 85.527    | 77,84             |
| 18     | Lakshadweep                    | 55.057            | 132              | 46.877                   | 149       | 85,21             |
| 19     | Madhya Pradesh                 | 51.794.677        | 72.797           | 36.836.951               | 91.391    | 71,20             |
| 20     | Maharashtra                    | 88.564.535        | 112.411          | 53.838.389               | 272.649   | 61,02             |
| 21     | Manipur                        | 1.939.244         | 20.319           | 1.606.408                | 14.043    | 82,69             |
| 22     | Meghalaya                      | 1.911.372         | 3.424            | 1.365.074                | 2.685     | 71,43             |
| 23     | Mizoram                        | 787.777           | 4.687            | 496.780                  | 3.567     | 63,14             |
| 24     | Nagaland                       | 1.206.287         | 7.490            | 1.002.142                | 5.295     | 83,00             |
| 25     | Delhi                          | 14.316.644        | 11.005           | 8.663.777                | 18.589    | 60,60             |
| 26     | Odisha                         | 32.454.405        | 43.357           | 23.720.930               | 96.239    | 73,29             |
| 27     | Puducherry                     | 973.161           | 249              | 790.252                  | 643       | 81,25             |
| 28     | Punjab                         | 20.781.210        | 111.463          | 13.708.085               | 69.210    | 65,94             |
| 29     | Rajasthan                      | 48.819.218        | 136.595          | 32.255.531               | 220.950   | 66,34             |
| 30     | Sikkim                         | 432.306           | 1.822            | 339.880                  | 13.535    | 81,41             |
| 31     | Tamil Nadu                     | 58.442.767        | 60.422           | 42.160.922               | 230.731   | 72,46             |
| 32     | Telangana                      | 29.697.279        | 11.336           | 18.626.253               | 20.603    | 62,77             |
| 33     | Tripura                        | 2.605.325         | 9.393            | 2.142.275                | 12.275    | 82,40             |
| 34     | Uttar Pradesh                  | 145.858.553       | 276.050          | 86.220.645               | 311.327   | 59,21             |
| 35     | Uttarakhand                    | 7.765.473         | 90.845           | 4.777.548                | 83.867    | 61,88             |
| 36     | Westbengalen                   | 69.891.751        | 109.533          | 57.097.266               | 132.752   | 81,76             |
| Gesamt | Gesamt                         | 908.717.791       | 1.794.300        | 610.851.929              | 2.804.369 | 67,4              |

Service-Stimmen (service votes) sind Stimmen, die von Staatsbediensteten, die zum Wahltermin fernab ihres Wohnortes stationiert sind (z. B. Armee- oder Polizeiangehörige), abgegeben werden. Für sie gelten besondere Vorkehrungen.

## Daten zur Wahl
Die folgenden Zahlen beziehen sich auf die Wahl in 542 Wahlkreisen (in 8-Vellore wurde später gewählt).

Insgesamt nahmen 673 registrierte politische Parteien an der Wahl teil, darunter die sieben als „nationale Parteien“ registrierten BJP, INC, CPM, CPI, BSP, AITC und NCP. In den Wahlkreisen kandidierten insgesamt 8026 Kandidaten. Im Mittel gab es 15 Kandidaten pro Wahlkreis (Minimum 3 Kandidaten, Maximum 185 Kandidaten). Davon waren 7296 Männer, 724 Frauen und 6 Andere. Die Wahlbeteiligung lag bei 67,4 % (613.656.298 Wähler bei 910.512.091 Wahlberechtigten). 610.851.929 Stimmen wurden an elektronischen Wahlgeräten abgegeben und 2.804.369 Stimmen per Briefwahl.
606.633.413 Stimmen waren gültig und 509.530 ungültig (davon 505.945 Briefwahlstimmen, 2196 Stimmen in elektronischen Wahlgeräten, 1389 aus anderen Gründen ungültige Stimmen). Die Zahl der Wahllokale lag bei 1.036.295 (durchschnittlich 879 Wahlberechtigte pro Wahllokal).

## Ergebnisse

Ergebnis der Parlamentswahl nach Wahlkreisen. Die Nummerierung der Wahlkreise entspricht der Nummerierung durch die ECI.

Gewinner nach Koalitionen:

### Gesamtergebnis

Zusammensetzung der neu gewählten Lok Sabha (nach der Nachwahl in Nellore-8). Kleinparteien ohne Farbe sind von der Sitzordnung den Parteien zugeordnet, die sie unterstützen. Zu den Regierungsparteien wurden nur die gezählt, die personell an der Regierung beteiligt wurden. Zwei Abgeordnete werden durch den Staatspräsidenten ernannt.
1. Regierungsparteien: 329
2. UPA im engeren Sinne: 61
3. Alle übrigen: 143
4. Kommunisten, Linkssozialisten: 6
5. Unabhängige: 4
6. Nominierte: 2

Landesweit gewann die BJP die absolute Mehrheit der Wahlkreise (303 von 543). Dies bedeutete noch eine deutliche Steigerung im Vergleich zur vorangegangenen Wahl (+ 21 Mandate). In einem der 543 Wahlkreise (8-Vellore in Tamil Nadu) wurde die Wahl am 17. April 2019 durch die Wahlkommission verschoben, nachdem bei dem DMK-Kandidaten eine größere Summe Bargeld gefunden worden war, was als Verstoß gegen die Wahlordnung gewertet wurde (die Geldsummen, die für den Wahlkampf ausgegeben werden dürfen, sind streng reglementiert). Der BJP-Wahlsieg ähnelte vom Muster her dem Wahlsieg bei der vorangegangenen Wahl 2014. In Gujarat, dem Heimatstaat des Premierministers, gewann die BJP alle 26 Wahlkreise. In den nördlichen Hindi-Bundesstaaten (Uttar Pradesh, Rajasthan, Madhya Pradesh, Haryana, Chattisgarh) gewann die BJP die große Mehrheit der Wahlkreise. Insbesondere im bevölkerungsstärksten Staat Uttar Pradesh war das Wahlergebnis mit Spannung erwartet worden, da die BJP hier einer großen Koalition aus Samajwadi Party (SP) und Bahujan Samaj Party (BSP) gegenüberstand, zwei Parteien, die ihr Wählerpotential vor allem aus den unterprivilegierten Bevölkerungsschichten (niedrige Kasten, Dalits) schöpfen. Jedoch schnitt vor allem die SP bei der Wahl schlecht ab. In der Bundeshauptstadt Delhi rächte sich, dass sich Kongresspartei und Aam Aadmi Party nicht auf ein Wahlbündnis hatten einigen können, und die BJP gewann alle 7 Wahlkreise. Im ebenfalls sehr bevölkerungsreichen Hindi-Staat Bihar gewann die BJP 17 von 40 Wahlkreisen und die mit ihr verbündete Janata Dal (United) (JD(U)) 16. Insgesamt fielen die Gewinne der BJP in den Hindi-Staaten nicht ganz so deutlich aus, wie bei der Wahl 2014 (beispielsweise Uttar Pradesh: 2014 71 Wahlkreise, 2019 62 Wahlkreise, Bihar: 2014 22 Wahlkreise, 2019 17 Wahlkreise etc.). Jedoch machte die BJP diese Verluste mehr als wett, indem sie in anderen Bundesstaaten hinzugewann. In Westbengalen, wo 2014 Mamata Banerjees Trinamool Congress 34 von 42 Wahlkreisen gewonnen hatte und die BJP nur 2, gewann letztere diesmal 18 Wahlkreise und der Trinamool Congress 22. In Odisha, wo 2014 Biju Janata Dal (BJD) 20 von 21 Wahlkreisen gewonnen hatte und die BJP nur einen, gewann BJD diesmal 12 und die BJP 8.
Im südindischen Karnataka, wo noch bei der Regionalwahl im Mai 2018 eine Koalition aus Kongresspartei und Janata Dal (Secular) (JD(S)) die Wahl gegen die BJP gewonnen und anschließend eine Koalitionsregierung gebildet hatte, gewann die BJP 25 von 28 Wahlkreisen und die Kongresspartei sowie JD(S) jeweils nur einen. In Maharashtra war die Koalition aus BJP und Shiv Sena, wie auch schon 2014 erfolgreich (BJP: 23 Mandate, Shiv Sena 18, genauso viele wie schon 2014), während Kongresspartei und die mit ihr verbündete Nationalist Congress Party (NCP) auf eines bzw. vier Wahlkreismandate (von insgesamt 48) kamen.
In Tamil Nadu, wo die politische Landschaft von tamilischen Regionalparteien dominiert wird und häufiger auch gegen den „Bundestrend“ aus dem Hindi-Norden abgestimmt wird, gewann die mit der BJP verbündete AIADMK, die 2014 noch 37 der 39 Wahlkreise gewonnen hatte, dieses Mal nur noch einen einzigen Wahlkreis, während die rivalisierende, mit der Kongresspartei verbündete DMK, die letztes Mal ganz leer ausgegangen war, diesmal 23 Wahlkreise gewann. Auch die Kongresspartei war hier in acht Wahlkreisen erfolgreich (2014: kein Wahlkreis).
In Telangana, wo nahezu ein Wahlkampf aller gegen alle stattgefunden hatte, fiel die dortige Regional- und Regierungspartei Telangana Rashtra Samithi (TRS) von 11 auf 9 Mandate ab (im Vergleich 2014 zu 2019, bei insgesamt 17 Wahlkreisen), während sich die BJP von einem auf vier Mandate steigern konnte. Im benachbarten Andhra Pradesh erlitt die Telugu Desam Party des regierenden Chief Ministers N. Chandrababu Naidu, die bei der letzten Wahl noch 60 % der Wahlkreise gewonnen hatte, eine schwere Niederlage und war nur noch in drei von 25 Wahlkreisen erfolgreich. Die restlichen 22 Wahlkreise wurden von der YSR Congress Party gewonnen.
Zusammenfassend war der Wahlsieg der BJP überzeugend – mit den typischen Schwerpunkten in Nordindien – und genauso umfassend war die Niederlage der Kongresspartei: Zwar gewann sie acht Wahlkreise mehr als 2014, jedoch wurde dieses Ergebnis als erneute schwere Niederlage gewertet – ihr zweitschlechtestes Ergebnis seit 1951. Symptomatisch war der Umstand, dass Kongress-Parteipräsident Rahul Gandhi seinen lange gehaltenen Wahlkreis 37-Amethi in Uttar Pradesh an seine BJP-Gegenbewerberin Smriti Irani verlor. Allerdings hatte er zugleich im sicheren Wahlkreis 4-Wayanad in Kerala kandidiert, den er mit großer Mehrheit gewann. Lediglich im südindischen Kerala, einem traditionell politisch links orientierten Staat, sowie im Punjab, wo mit Amarinder Singh ein Chief Minister aus den Reihen der Kongresspartei amtierte, gewann der Kongress die Mehrheit der Wahlkreise.
Am 4. Juli 2019 gab die Indische Wahlkommission den 5. August 2019 als Termin für die Nachwahl im Wahlkreis 8-Vellore bekannt. Der Wahlkreis wurde knapp vom DMK-Kandidaten gegen seinen AIADMK-Konkurrenten gewonnen.
Nachfolgend sind alle Parteien aufgeführt, die 2019 oder 2014 mindestens ein Mandat gewonnen oder bei der Wahl 2019 über eine halbe Million Stimmen auf sich vereint haben:
| Partei                                                 | Kürzel              | Stimmen     | Stimmen | Stimmen | Sitze | Sitze | Sitze   |
| Partei                                                 | Kürzel              | Zahl        | %       | +/-     | Zahl  | +/-   | %       |
| ------------------------------------------------------ | ------------------- | ----------- | ------- | ------- | ----- | ----- | ------- |
| Bharatiya Janata Party                                 | BJP                 | 229.076.879 | 37,76 % | ▲6,42 % | 303   | ▲21   | 55,8 %  |
| Indischer Nationalkongress                             | INC                 | 119.495.214 | 19,70 % | ▲0,18 % | 52    | ▲8    | 9,6 %   |
| Dravida Munnetra Kazhagam                              | DMK                 | 13.877.992  | 2,29 %  | ▲0,53 % | 23    | ▲23   | 4,2 %   |
| All India Trinamool Congress                           | AITC                | 24.929.330  | 4,11 %  | ▲0,23 % | 22    | ▼12   | 4,1 %   |
| YSR Congress Party                                     | YSRCP               | 15.537.006  | 2,56 %  | ▲0,01 % | 22    | ▲13   | 4,1 %   |
| Shiv Sena                                              | SHS                 | 12.858.904  | 2,12 %  | ▲0,29 % | 18    | ▬     | 3,3 %   |
| Janata Dal (United)                                    | JD(U)               | 8.926.679   | 1,47 %  | ▲0,38 % | 16    | ▲14   | 2,9 %   |
| Biju Janata Dal                                        | BJD                 | 10.174.021  | 1,68 %  | ▼0,05 % | 12    | ▼8    | 2,2 %   |
| Bahujan Samaj Party                                    | BSP                 | 22.246.501  | 3,67 %  | ▼0,52 % | 10    | ▲10   | 1,8 %   |
| Telangana Rashtra Samithi                              | TRS                 | 7.696.848   | 1,27 %  | ▲0,04 % | 9     | ▼2    | 1,7 %   |
| Lok Janshakti Party                                    | LJP                 | 3.206.979   | 0,53 %  | ▲0,11 % | 6     | ▬     | 1,1 %   |
| Nationalist Congress Party                             | NCP                 | 8.500.331   | 1,40 %  | ▼0,18 % | 5     | ▼1    | 0,9 %   |
| Samajwadi Party                                        | SP                  | 15.647.206  | 2,58 %  | ▼0,83 % | 5     | ▬     | 0,9 %   |
| Telugu Desam Party                                     | TDP                 | 12.515.345  | 2,06 %  | ▼0,51 % | 3     | ▼13   | 0,6 %   |
| Communist Party of India (Marxist)                     | CPM                 | 10.744.908  | 1,77 %  | ▼1,51 % | 3     | ▼6    | 0,6 %   |
| Indian Union Muslim League                             | MUL                 | 1.592.467   | 0,26 %  | ▲0,06 % | 3     | ▲1    | 0,6 %   |
| Jammu & Kashmir National Conference                    | JKNC                | 280.356     | 0,05 %  | ▼0,02 % | 3     | ▲3    | 0,6 %   |
| All India Majlis-e-Ittehadul Muslimeen                 | AIMIM               | 1.201.542   | 0,20 %  | ▼0,08 % | 2     | ▲1    | 0,4 %   |
| Communist Party of India                               | CPI                 | 3.576.184   | 0,59 %  | ▼0,20 % | 2     | ▲1    | 0,4 %   |
| Shiromani Akali Dal                                    | SAD                 | 3.778.574   | 0,62 %  | ▼0,04 % | 2     | ▼2    | 0,4 %   |
| Apna Dal (Sonelal)                                     | AD(S)               | 1.039.478   | 0,17 %  | (neu)   | 2     | ▲2    | 0,4 %   |
| All India Anna Dravida Munnetra Kazhagam               | AIADMK              | 7.830.146   | 1,29 %  | ▼1,98 % | 1     | ▼36   | 0,1 %   |
| Janata Dal (Secular)                                   | JD(S)               | 3.457.107   | 0,57 %  | ▼0,11 % | 1     | ▼1    | 0,2 %   |
| Aam Aadmi Party                                        | AAP                 | 2.716.629   | 0,45 %  | ▼0,76 % | 1     | ▼3    | 0,2 %   |
| All India United Democratic Front                      | AIUDF               | 1.402.088   | 0,23 %  | ▼0,19 % | 1     | ▼2    | 0,2 %   |
| Jharkhand Mukti Morcha                                 | JMM                 | 1.901.976   | 0,31 %  | ▲0,01 % | 1     | ▬     | 0,2 %   |
| Revolutionary Socialist Party                          | RSP                 | 709.685     | 0,12 %  | ▼0,18 % | 1     | ▬     | 0,0 %   |
| AJSU Party                                             | AJSUP               | 648.277     | 0,11 %  | (neu)   | 1     | ▲1    | 0,2 %   |
| Rashtriya Loktantrik Party                             | RLP                 | 660.051     | 0,11 %  | (neu)   | 1     | ▲1    | 0,2 %   |
| Viduthalai Chiruthaigal Katchi                         | VCK                 | 507.261     | 0,08 %  | ▲0,03 % | 1     | ▲1    | 0,2 %   |
| Nationalist Democratic Progressive Party               | NDPP                | 500.510     | 0,08 %  | (neu)   | 1     | ▲1    | 0,2 %   |
| National People’s Party                                | NPP                 | 425.986     | 0,07 %  | ▼0,03 % | 1     | ▬     | 0,2 %   |
| Kerala Congress (M)                                    | KEC(M)              | 421.046     | 0,07 %  | ▼0,01 % | 1     | ▬     | 0,2 %   |
| Naga People’s Front                                    | NPF                 | 363.527     | 0,06 %  | ▼0,12 % | 1     | ▬     | 0,2 %   |
| Mizo National Front                                    | MNF                 | 224.286     | 0,04 %  | (neu)   | 1     | ▲1    | 0,2 %   |
| Sikkim Krantikari Morcha                               | SKM                 | 166.922     | 0,03 %  | (neu)   | 1     | ▲1    | 0,2 %   |
| Rashtriya Janata Dal                                   | RJD                 | 6.632.247   | 1,09 %  | ▼0,25 % | 0     | ▬     | 0,0 %   |
| Vanchit Bahujan Aghadi                                 | VBA                 | 3.743.560   | 0,62 %  | (neu)   | 0     | ▬     | 0,0 %   |
| Pattali Makkal Katchi                                  | PMK                 | 2.297.431   | 0,38 %  | ▲0,05 % | 0     | ▼1    | 0,0 %   |
| Jana Sena Party                                        | JSP                 | 1.915.127   | 0,32 %  | (neu)   | 0     | ▬     | 0,0 %   |
| Naam Tamilar Katchi                                    | NTK                 | 1.668.079   | 0,27 %  | (neu)   | 0     | ▼1    | 0,0 %   |
| Makkal Needhi Maiam                                    | MNM                 | 1.613.708   | 0,27 %  | (neu)   | 0     | ▬     | 0,0 %   |
| Asom Gana Parishad                                     | AGP                 | 1.480.697   | 0,24 %  | ▲0,13 % | 0     | ▼1    | 0,0 %   |
| Rashtriya Lok Samta Party                              | RLSP                | 1.462.518   | 0,24 %  | ▲0,05 % | 0     | ▼3    | 0,0 %   |
| Rashtriya Lok Dal                                      | RLD                 | 1.447.363   | 0,24 %  | ▲0,11 % | 0     | ▼3    | 0,0 %   |
| Hindustani Awam Morcha (Secular)                       | HAM(S)              | 956.501     | 0,16 %  | (neu)   | 0     | ▬     | 0,0 %   |
| Desiya Murpokku Dravida Kazhagam                       | DMDK                | 929.590     | 0,15 %  | ▼0,23 % | 0     | ▼1    | 0,0 %   |
| Swabhimani Paksha                                      | SWP                 | 834.380     | 0,14 %  | ▼0,06 % | 0     | ▼1    | 0,0 %   |
| Jharkhand Vikas Morcha (Prajatantrik)                  | JVM(P)              | 750.799     | 0,12 %  | ▼0,17 % | 0     | ▼1    | 0,0 %   |
| Communist Party of India (Marxist-Leninist) Liberation | CPI(ML)L            | 711.715     | 0,12 %  | ▼0,06 % | 0     | ▬     | 0,0 %   |
| Vikassheel Insaan Party                                | VIP                 | 660.706     | 0,11 %  | (neu)   | 0     | ▬     | 0,0 %   |
| Jannayak Janta Party                                   | JJP                 | 619.970     | 0,10 %  | (neu)   | 0     | ▬     | 0,0 %   |
| Bharatiya Tribal Party                                 | BTP                 | 539.319     | 0,09 %  | (neu)   | 0     | ▬     | 0,0 %   |
| All India N. R. Congress                               | AINRC               | 247.956     | 0,04 %  | ▼0,01 % | 0     | ▼1    | 0,0 %   |
| Indian National Lok Dal                                | INLD                | 240.258     | 0,04 %  | ▼0,47 % | 0     | ▼2    | 0,0 %   |
| Sikkim Democratic Front                                | SDF                 | 154.489     | 0,03 %  | 0,00 %  | 0     | ▼1    | 0,0 %   |
| Jammu and Kashmir People’s Democratic Party            | JCPDP               | 84.054      | 0,01 %  | ▼0,12 % | 0     | ▼3    | 0,0 %   |
| Alle anderen Parteien zusammen                         | Sonst.              | 12.337.364  | 2,03 %  | –       | 0     | ▼1    | 0,0 %   |
| Unabhängige                                            | Unab.               | 16.467.341  | 2,71 %  | ▼0,35 % | 4     | ▲1    | 0,8 %   |
| Gültige Stimmen                                        | Gültige Stimmen     | 606.633.413 | 100,0 % | ▬       | 542   | ▬     | 100,0 % |
| „None of the above“                                    | NOTA                | 6.513.355   | 1,06 %  |         | –     | –     | –       |
| Ungültige Stimmen                                      | Ungültige Stimmen   | 509.530     | 0,08 %  |         |       |       |         |
| Stimmen insgesamt                                      | Stimmen insgesamt   | 613.656.298 | 67,40 % |         |       |       |         |
| Registrierte Wähler                                    | Registrierte Wähler | 910.512.091 |         |         |       |       |         |
| Quelle: Election Commission of India                   |                     |             |         |         |       |       |         |

1. ↑  Die Prozentzahlen beziehen sich auf 543 Wahlkreismandate.
2. ↑  None of the above = „Keine(r) der oben aufgelisteten“: diese Auswahlmöglichkeit besteht bei indischen Wahlen seit der Wahl 2009, in der Zählung der indischen Wahlkommission werden diese separat und nicht zu den „gültigen“ oder „ungültigen Stimmen“ gezählt.
3. 1 2  bezogen auf „Stimmen insgesamt“

### Ergebnisse nach Bundesstaaten und Unionsterritorien
| Bundesstaat             | Sitze | Kommunist. Parteien | UPA                 | NDA                   | Andere          |
| ----------------------- | ----- | ------------------- | ------------------- | --------------------- | --------------- |
| Andamanen und Nikobaren | 1     |                     | INC 1               |                       |                 |
| Andhra Pradesh          | 25    |                     |                     |                       | YSRCP 22 TDP 3  |
| Arunachal Pradesh       | 2     |                     |                     | BJP 2                 |                 |
| Assam                   | 14    |                     | INC 3               | BJP 9                 | AIUDF 1 Unab. 1 |
| Bihar                   | 40    |                     | INC 1               | BJP 17 JD(U) 16 LJP 6 |                 |
| Chandigarh              | 1     |                     |                     | BJP 1                 |                 |
| Chhattisgarh            | 11    |                     | INC 2               | BJP 9                 |                 |
| Dadra und Nagar Haveli  | 1     |                     |                     |                       | Unab. 1         |
| Daman und Diu           | 1     |                     |                     | BJP 1                 |                 |
| Delhi                   | 7     |                     |                     | BJP 7                 |                 |
| Goa                     | 2     |                     | INC 1               | BJP 1                 |                 |
| Gujarat                 | 26    |                     |                     | BJP 26                |                 |
| Haryana                 | 10    |                     |                     | BJP 10                |                 |
| Himachal Pradesh        | 4     |                     |                     | BJP 4                 |                 |
| Jammu und Kashmir       | 6     |                     |                     | BJP 3                 | JKPDP 3         |
| Jharkhand               | 14    |                     | INC 1 JMM 1         | BJP 11 AJSUP 1        |                 |
| Karnataka               | 28    |                     | INC 1 JD(S) 1       | BJP 25                | Unab. 1         |
| Kerala                  | 20    | CPM 1               | INC 15 MUL 2 KECM 1 |                       | Unab. 2 RSP 1   |
| Lakshadweep             | 1     |                     | NCP 1               |                       |                 |
| Madhya Pradesh          | 29    |                     | INC 1               | BJP 28                |                 |
| Maharashtra             | 48    |                     | NCP 4 INC 2         | BJP 23 SS 18          | AIMIM 1         |
| Manipur                 | 2     |                     | INC 1               |                       | NPF 1           |
| Meghalaya               | 2     |                     | INC 1               |                       | NPP 1           |
| Mizoram                 | 1     |                     |                     |                       | MNF 1           |
| Nagaland                | 1     |                     |                     | NDPP 1                |                 |
| Odisha                  | 21    |                     | INC 1               | BJP 8                 | BJD 12          |
| Punjab                  | 13    |                     | INC 8               | SAD 2 BJP 2           | AAP 1           |
| Puducherry              | 1     |                     | INC 1               |                       |                 |
| Rajasthan               | 25    |                     |                     | BJP 24 RLP            |                 |
| Sikkim                  | 1     |                     |                     |                       | SKM 1           |
| Tamil Nadu              | 39    | CPM 2 CPI 2         | DMK 24 INC 7 MUL 1  | BJP 1 VCK 1           | AIADMK 1        |
| Telangana               | 17    |                     | INC 3               | BJP 4                 | TRS 9 AIMIM 1   |
| Tripura                 | 2     |                     |                     | BJP 2                 |                 |
| Uttarakhand             | 5     |                     |                     | BJP 5                 |                 |
| Uttar Pradesh           | 80    |                     | INC 1               | BJP 62 AD(S) 2        | BSP 10 SP 5     |
| Westbengalen            | 42    |                     | INC 2               | BJP 18                | AITC 22         |

## Nach der Wahl
Nach der Wahl gratulierten Staatsoberhäupter und Regierungschefs aus aller Welt Narendra Modi zu seinem Wahlsieg. Am 31. Mai 2019 stellte Modi sein neues Kabinett vor.